# 施普林格科学+商业媒体
施普林格科学+商业媒体（Springer Science+Business Media）或施普林格（ˈʃpʁɪŋɐ），在柏林成立，是一个总部位于德国的世界性出版公司，它出版教科书、学术参考书以及同行评论性杂志，专注于科学、技术、数学以及医学领域。在科学、技术与医学领域中，施普林格是最大的书籍出版者，以及第二大世界性杂志出版者（最大的是爱思唯尔）。施普林格拥有超过60个出版社，每年出版1,900种杂志，5,500种新书，营业额为9.24亿欧元（2006年），雇有超过5,000名员工 。施普林格總部位於盧森堡，總辦事處位於柏林、海德堡，另於荷蘭多德雷赫特、奧地利維也納、法國巴黎、印度新德里、美國紐約市等地設有出版分部。施普林格亚洲总部设在香港。2005年8月，施普林格在北京成立代表处。

## 历史

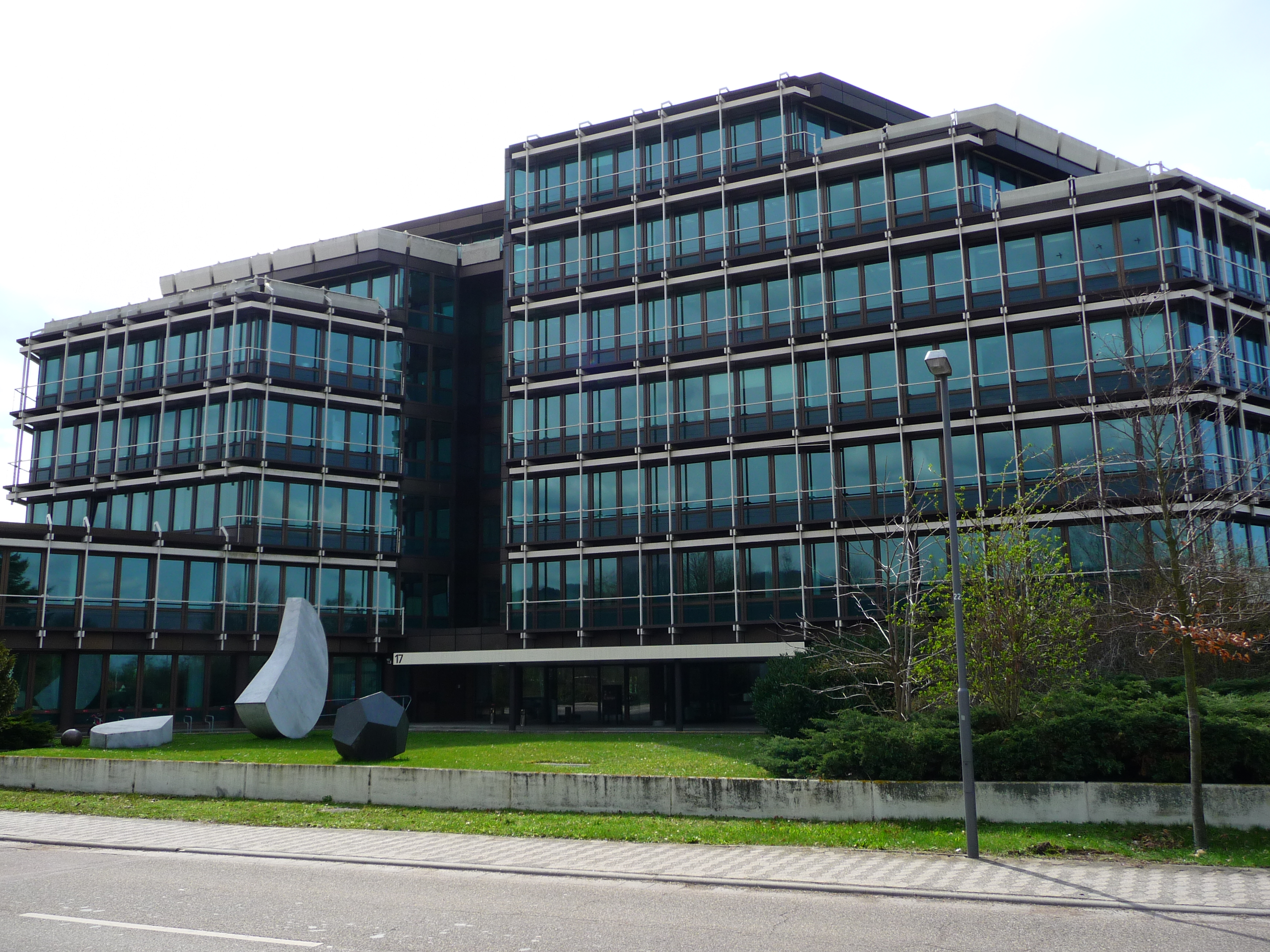
位於德國海德堡的總辦事處

1842年，施普林格书店由朱利葉斯·施普林格於柏林创立，不久之后涉足出版。他的兒子費迪南德·施普林格在30年內，將公司由4人的小規模，經營至全德國第二大出版商，並擁有65名員工。1964年施普林格衝出德國，業務向國際發展，紛紛在紐約、東京、巴黎、米蘭、香港、德里等地設立辦公室。
1999年，全球著名媒體公司貝塔斯曼購入施普林格的大部分股權，並將之改名為「貝塔斯曼·施普林格」。
2003年，股權再度易手，由英国投资集团Cinven与Candover全資擁有。
2004年，Cinven与Candover将他们於2002年从威科集團收购得來的荷兰出版社「克鲁维尔学术出版社」（Kluwer Academic Publishers），與施普林格合并，组成「施普林格科学+商业媒体」。
2007年9月，该公司重组为两部分，参见施普林格新闻发布会 （页面存档备份，存于）。一部分为STM当地出版，管理位于法国、瑞士、奥地利、亚洲和美洲的STM当地出版业务，以及非德语医学与药物出版物。它将包括imprints Apress、Key Curriculum Press、施普林格亚洲、施普林格印度与施普林格日本以及施普林格卫生保健通讯（Springer Healthcare Communications）、Current Medicine Group、FMC、施普林格意大利与Infochem；另一部分为STM全球出版，将包括剩下的产品。
2009年，Cinven与Candover将施普林格售予殷拓集團及新加坡政府投資公司。
2011年，施普林格再從威科集團手中購入Pharma Marketing and Publishing Services。
2013年，BC Partners以44億美元購入施普林格的大部分股權。

## 合併
2015年5月，霍爾茨布林克出版集團將旗下麥克米倫出版公司的部分業務注入一間新成立的聯營公司－「施普林格·自然」（Springer Nature），與施普林格合併；合併後霍爾茨布林克出版集團持有新公司的53%股份，施普林格的原股東BC Partners私募基金則擁有47%股份。施普林格·自然除了繼續出版原施普林格的刊物之外，還有其他著名的學術期刊，例如《自然》和《科學美國人》，以及一系列麥克米倫及帕爾格雷夫的教科書和參考文獻。公司每年銷售額增加至15億歐元，全球僱員人數達1.3萬名。

## 開放獲取
斯普林格是開放獲取學術出版商協會的會員。對於部分的期刊，施普林格不要求作者轉讓著作權，並允許他們決定是否將文章以開放獲取或傳統的限制牌照方式出版。儘管開放獲取出版一般要求作者支付一定的費用以保留版權，此費用有時會由第三方支付，例如，波蘭的國家機構會用公共資金，資助作者在開放獲取期刊發表文章。

## 杂志
- 治療的進展（英语：Advances in Therapy）
- 電腦運算的正式層面（英语：Formal Aspects of Computing）
- 系統和軟件工程的創新（英语：Innovations in Systems and Software Engineering）
- 整形外科科學期刊（英语：Journal of Orthopaedic Science）
- 數學情報員（英语：Mathematical Intelligencer）
- 數學年鑑（英语：Mathematische Annalen）
- 靈長類動物期刊（英语：Primates (journal)）
- 理論與應用遺傳學期刊（英语：Theoretical and Applied Genetics）

## 出版物
- 数学百科全书（网络版： （页面存档备份，存于））
- 現代數學調查系列（英语：Ergebnisse der Mathematik und ihrer Grenzgebiete）（丛书）
- 研究所數學課本（丛书）
- 格羅滕迪克的代數幾何研討會（Grothendieck's Séminaire de géométrie algébrique）
- 數學科學原理（德语：Grundlehren der mathematischen Wissenschaften）
- 蘭多爾特-伯恩斯坦（英语：Landolt-Börnstein）
- 計算機科學講義（英语：Lecture Notes in Computer Science）
- 數學問題叢書（英语：Problem Books In Mathematics）
- 施普林格手冊系列（英语：Springer Handbook Series）
- 施普林格原子，光學和等離子物理系列（英语：Springer Series in Atomic, Optical, and Plasma Physics）（丛书）
- 施普林格近代聲學和信號處理系列（英语：Springer Series in Modern Acoustics and Signal Processing）（丛书）
- 施普林格光學系列（英语：Springer Series in Optical Sciences）（丛书）
- 施普林格表面科學系列（英语：Springer Series in Surface Sciences）（丛书）
- 施普林格先進機械人書冊（英语：Springer Tracts in Advanced Robotics）（丛书）
- 施普林格現代物理學書冊（英语：Springer Tracts in Modern Physics）（丛书）
- 應用物理學主題（英语：Topics in Applied Physics）（丛书）
- 數學本科課本（丛书）
- 數學文摘（Zentralblatt MATH）

## 參见
- 出版社列表（英语：List of publishers）
- 媒體股權集中（英语：Concentration of media ownership）
- 精神藥理學